# Pierre de Conty d'Argencour
Pierre de Conty d'Argencour (ou de Conti d'Argencourt), seigneur de la Mothe, né à Alès le 24 octobre 1575 et mort à Narbonne en novembre 1655, est un ingénieur français, bâtisseur de plusieurs places fortes françaises.

## Biographie

### Famille
Il était marié le 24 avril 1636 à Madeleine de Chaumont de Bertichères (vers 1610- après 1656). Il était le père d'Anne-Madeleine de Conty d'Argencourt.

### Carrière militaire

#### Le siège de Montpellier
Il a fait ses premières armes en 1619 dans une expédition menée par le duc de Guise contre les barbaresques.
Protestant, il dirige la défense de Montpellier en 1622 contre les troupes royales. Au cours du siège, il sauve la vie du duc de Montmorency qui était en danger. Il obtint une capitulation honorable de la ville. Il se convertit au catholicisme et est engagé comme ingénieur des fortifications royales. 
En août 1624, une commission composée de Jacques Alleaume, premier ingénieur du roi, demeurant aux galeries du Louvre à partir de 1620, Hugues Chasillon, fils de Claude Chastillon et ingénieur en Champagne, et Pierre de Conty d'Argencourt, fut réunie pour évaluer la valeur des fortifications de Metz, Toul et Verdun. Il va à Verdun et Rocroi avec l'ingénieur Alleaume.

#### La fortification de l'Île de Ré et de Brouage
Il est nommé, en 1625, ingénieur général chargé des fortifications des provinces d’Aunis, de Poitou, de Saintonge, de Guyenne, de Béarn et de Navarre.  
En 1625, les protestants avaient occupé l'île de Ré. Richelieu avaient répondu en envoyant une force de 3 000 soldats pour les chasser, puis il demande à Pierre de Conty d'Argencour et à François Le Camus de fortifier l'île. D'Agencour y a construit le fort de Saint-Martin-de-Ré et le fort La Prée. Les plans du fort Saint-Martin sont approuvés par Louis XIII et portent la mention « Le Roy ayant veu les plans dressez par le sieur d'Argencourt, tant du grand fort royal qui se peut construire à St Martin de Ré… l'approuve ». Le fort, inachevé en 1627, subit un siège par la troupe du duc de Buckingham venu secourir La Rochelle. Le fort Saint-Martin est rasé en octobre 1628 après le siège de La Rochelle. Il n'est reconstruit qu'au moment de la création de l'arsenal de Rochefort. 
Au début de 1627, il est au Havre pour suivre les travaux sur ordre de Richelieu, puis il doit aller à Oléron en août 1627 : « le Roy ne desire en aucune facon perdre Oléron ; partant, son intention est que le sieur d'Argencourt s'y transporte promptement pour y faire tele fortification qu'il jugera à propos ».
D'Agencourt est venu de l'île de Ré pour participer aux travaux de renforcement de la digue fermant l'entrée de La Rochelle par la mer dont la construction avait été commencée par Clément II Métezeau et Jean Thiriot à la fin de 1627.
En novembre 1628, Richelieu veut renforcer les fortifications de Brouage qui avaient été construites par Bernardin Bellarmato. Il a envoyé le sieur d'Argencour pour renforcer les bastions et construire deux demi-lunes et une demi-tenaille. La construction a duré douze ans.
À partir de 1633, il construit la citadelle du Château-d'Oléron, ouvrage avancé de protection de Brouage (reprise plus tard par Clerville et Vauban) et de Saint-Jean-Pied-de-Port (début des travaux en 1625, achevée en 1627).

#### En Italie et en Languedoc
En 1629, il partit pour suivre la première campagne contre la Savoie dans la guerre de Succession de Mantoue. Le roi entreprit ensuite une expédition en Languedoc contre le duc de Rohan et juin, il participa au siège d'Alès où il est blessé. En 1630, il suivit la seconde campagne d'Italie.

#### Dans l'est et le nord de la France
En 1632, il est en Lorraine où il fortifia Moyenvic et prit possession de Clermont-en-Argonne.
Il modifie ou améliore de nombreuses places du nord de la France durant toute sa carrière, principalement au Havre (1631). Il leva les plans des villes de Picardie, en 1633. Il est à Charleville en 1634.
En janvier 1635, il participe à une conférence avec Jean de Bonnefons et Charles-Bernard Duplessis-Besançon pour déterminer les points faibles des défenses provençales.

#### Participation à la Guerre de Trente ans
La France entre dans la guerre de Trente Ans en 1635. On le retrouve sur les fortifications de Péronne, Pignerol et Saint-Quentin. Voyageant la Bourgogne, il visita les places d'Auxonne, de Bellegarde, Chalon, Dijon et Saint-Jean-de-Losne.
En 1636, les Espagnols prirent Corbie. Richelieu consulta Antoine de Ville et le sieur d'Argencourt avant d'entreprendre le siège.

#### Dans le sud de la France
Il visita ensuite Bayonne, en 1637, Salses, en 1639, Perpignan, en 1641, Collioure, en 1642 et Rosas, en 1645.
Il est chargé de la restauration du château Trompette de Bordeaux (1653-1655).
Nommé maréchal de camp en 1641, il aussi est gouverneur de Narbonne de 1642 à sa mort.

#### Principaux sièges auxquels il a participé
- il termine la digue lors du siège de La Rochelle de 1627 ;
- siège de Corbie sous Antoine de Ville (1636) ;
- forts du Figuier et de Fontarabie et commande la prise de Salses (1639)
- Collioure et Perpignan en 1642 ;